# ماریان گلینکا
ماریان گلینکا (لهستانی: Marian Glinka؛ ۱ ژوئن ۱۹۴۳ – ۲۳ ژوئن ۲۰۰۸) بازیگر و طراح رقص اهل لهستان بود.
از فیلم‌ها یا برنامه‌های تلویزیونی که وی در آن نقش داشته‌است می‌توان به شال‌گردن زرد، سرگذشت استاد تواردوفسکی، سفرهای آقای کِـلِـکْسْ، رانندگان جایگزین، به‌دور از جاده، ورای تخت جراحی، سال‌های شیرین، ترانه عاشقانه‌ای برای یانوشک، اجاره‌نشین‌ها، جادوگر (مجموعه تلویزیونی)، جادوگر (فیلم)، استتار، مارپیچ، سرزمین موعود، فهرست شیندلر و یانا اشاره کرد.